# Семенівське (заповідне урочище)
Семе́нівське — заповідне урочище в Україні. Об'єкт природно-заповідного фонду Хмельницької області.
Розташоване в межах Білогірської селищної громади Шепетівського району Хмельницької області, біля села Семенів.
Площа 13,3 га. Статус присвоєно згідно з рішенням 22 сесії обласної ради від 21.03.2002 року № 11. Статус присвоєно для збереження частини заплави річки Семенівка.